# Sultane (Q177)
| «Султан»                                                                    | «Султан»                                                                                                | «Султан»                                                                                                |
| --------------------------------------------------------------------------- | --- | --- |
| Sultane (Q177)                                                              | | |
|                                                                             | | |
| Схематичне зображення французького підводного човна типу «Аргонот»          | | |
| Верф                                                                        | Chantiers Schneider et Cie, Шалон-сюр-Сон                                                               | Chantiers Schneider et Cie, Шалон-сюр-Сон                                                               |
| Під прапором                                                                | Франція · Режим Віші                                                                                    | Франція · Режим Віші                                                                                    |
| Належність                                                                  | Військово-морські сили Франції · Режим Віші                                                             | Військово-морські сили Франції · Режим Віші                                                             |
| Порт приписки                                                               | Тулон                                                                                                   | Тулон                                                                                                   |
| Замовлення                                                                  | 17 січня 1930                                                                                           | 17 січня 1930                                                                                           |
| Закладений                                                                  | 3 лютого 1931                                                                                           | 3 лютого 1931                                                                                           |
| Спуск на воду                                                               | 4 серпня 1932                                                                                           | 4 серпня 1932                                                                                           |
| Введений до складу флоту                                                    | 20 травня 1935                                                                                          | 20 травня 1935                                                                                          |
| Виведений зі складу флоту                                                   | у 1944 році виведений зі складу флоту                                                                   | у 1944 році виведений зі складу флоту                                                                   |
| На службі                                                                   | 1935—1944                                                                                               | 1935—1944                                                                                               |
| Сучасний статус                                                             | 27 грудня 1946 року проданий на брухт                                                                   | 27 грудня 1946 року проданий на брухт                                                                   |
| Бойовий досвід                                                              | Друга світова війна Битва на Середземному морі                                                          | Друга світова війна Битва на Середземному морі                                                          |
| Проєкт                                                                      | | |
| Тип ПЧ                                                                      | прибережний підводний човен                                                                             | прибережний підводний човен                                                                             |
| Основні характеристики                                                      | | |
| Швидкість (надводна)                                                        | 17,5 вузлів (32,4 км/год)                                                                               | 17,5 вузлів (32,4 км/год)                                                                               |
| Швидкість (підводна)                                                        | 9 вузлів (17 км/год)                                                                                    | 9 вузлів (17 км/год)                                                                                    |
| Робоча глибина занурення                                                    | 75 м | 75 м |
| Гранична глибина занурення                                                  | 80 м | 80 м |
| Дальність плавання                                                          | 4000 миль (7400 км) на швидкості 10 вузлів (надводна) 82 милі (152 км) на швидкості 5 вузлів (підводна) | 4000 миль (7400 км) на швидкості 10 вузлів (надводна) 82 милі (152 км) на швидкості 5 вузлів (підводна) |
| Автономність плавання                                                       | 30 діб                                                                                                  | 30 діб                                                                                                  |
| Екіпаж                                                                      | 41 офіцер та матрос                                                                                     | 41 офіцер та матрос                                                                                     |
| Розміри                                                                     | | |
| Довжина найбільша (по КВЛ)                                                  | 63,4 м                                                                                                  | 63,4 м                                                                                                  |
| Ширина корпусу найб.                                                        | 6,4 м                                                                                                   | 6,4 м                                                                                                   |
| Середня осадка (по КВЛ)                                                     | 4,24 м                                                                                                  | 4,24 м                                                                                                  |
| Водотоннажність надводна                                                    | 630 т                                                                                                   | 630 т                                                                                                   |
| Водотоннажність підводна                                                    | 798 т                                                                                                   | 798 т                                                                                                   |
| Силова установка                                                            | | |
| Дизель-електрична: 2 × дизельних двигуни Schneider-Carel 2 × електродвигуни | | |
| Гвинти                                                                      | 2 | 2 |
| Потужність                                                                  | 1300 к.с. (дизелі) 1000 к. с. (електродвигуни)                                                          | 1300 к.с. (дизелі) 1000 к. с. (електродвигуни)                                                          |
| Озброєння                                                                   | | |
| Артилерія                                                                   | 1 × 75-мм гармата modèle 1897                                                                           | 1 × 75-мм гармата modèle 1897                                                                           |
| Торпедно- мінне озброєння                                                   | 6 × 550-мм торпедних апаратів 2 × 400-мм ТА 13 торпед                                                   | 6 × 550-мм торпедних апаратів 2 × 400-мм ТА 13 торпед                                                   |
| ППО                                                                         | 1 × 13,2-мм великокаліберний кулемет M1929                                                              | 1 × 13,2-мм великокаліберний кулемет M1929                                                              |

«Султан» (фр. Sultane (Q177) — військовий корабель, дизель-електричний прибережний підводний човен 600-тонної серії типу «Аргонот» ВМС Франції за часів Другої світової війни. «Султан» був закладений 3 лютого 1931 року на верфі компанії Chantiers Schneider et Cie у Шалон-сюр-Соні. 4 серпня 1932 року він був спущений на воду, а 20 травня 1935 року увійшов до складу ВМС Франції.

## Історія служби
Коли 1 вересня 1939 року з вторгненням Німеччини в Польщу почалася Друга світова війна, «Султан» входив до 17-ї дивізії підводних човнів — частини 6-ї ескадри підводних човнів — разом із підводними човнами «Аретуз», «Аталанте» і «Ла Вестале», що базувалися в Тулоні. 3 вересня 1939 року Франція вступила у війну на боці союзників.
10 травня 1940 року почалася битва за Францію, а 10 червня 1940 року Італія оголосила війну Франції та приєдналася до вторгнення. Битва за Францію завершилася поразкою Франції та підписанням 22 червня 1940 року перемир'я з Німеччиною та Італією. «Султан» був серед дев'яти підводних човнів, які мали відправитися з Тулона 18 червня 1940 року у французьку Північну Африку, але вихід так і не відбувся, і всі дев'ять підводних човнів залишилися в Тулоні.
Після перемир'я в червні 1940 року «Султан» служив у військово-морських силах Франції Віші.
Коли 3 липня 1940 року відбулася атака британців на Мерс-ель-Кебір, під час якої ескадра британського флоту атакувала ескадру ВМС Франції, яка пришвартувалась на військово-морській базі в Мерс-ель-Кебір поблизу Орана на узбережжі Алжиру, вона була частиною групи «B» у Тулоні разом із підводними човнами «Ціре», «Іріс», «Паллас», «Сірен» та «Вені». У відповідь на британську атаку група «B» отримала наказ сформувати лінію патрулювання від півдня від острова Ейр до узбережжя Алжиру між Тенесом і Деллісом з дистанцією 25 морських миль (46 км) між підводними човнами, й атакувати будь-які британські військові кораблі, які вони зустріли, в першу чергу британський лінійний крейсер «Худ» як їхній найвищий пріоритет, а потім переміститися в порт в Орані. В умовах повного радіомовчання група «B» вирушила о 05:00 4 липня 1940 року, але їхні накази було скасовано, і французькі підводні човни повернулися до Тулона 5 липня.
Оскільки напруженість у відносинах зі Сполученим Королівством все ще була дуже високою, «Султан», «Сірен» і підводні човни «Діаман», «Галаті» і «Перле» стали на якір о 20:00 9 липня 1940 року в готовності захистити Тулон, тоді як «Ціре», «Іріс», «Паллас» і «Вені» патрулювали в Середземному морі на південь від Тулона. Оскільки британські сили в Середземному морі 10 липня повідомляли про те, що вони прямують до Гібралтару, усі підводні човни були відкликані до Тулона.
9 грудня 1940 року 17-та дивізія підводних човнів — тепер скорочена до «Аретуз», «Султан» і «Ла Вестале» — вирушила з Тулона разом із підводним човном «Аркімед» і військовим шлюпом типу «Елан» «Командант Борі», який прямував до Касабланки у Французькому Марокко. З Касабланки 17-та дивізія підводних човнів вирушила до Дакара в Сенегалі. Пізніше до них приєднався «Аталанте».
4 березня 1942 року чотири підводні човни 17-ї дивізії підводних човнів вирушили з Касабланки в Тулон, де вони мали пройти модернізацію. Після завершення робіт на всіх чотирьох підводних човнах 17-та дивізія підводних човнів вирушила з Тулона 30 вересня 1942 року, щоб повернутися до Касабланки.
У жовтні 1942 року «Султан» і «Аталанте» взяли участь у маневрах 2-ї легкої ескадрильї, і вони зайшли в Агадір приблизно 20 жовтня. Прибувши в Дакар на початку листопада, 17-та дивізія підводних човнів змінила 16-ту дивізію підводних човнів, яка вирушила до Касабланки 7 листопада 1942 року.
Поки «Султан» був у Дакарі, 8 листопада 1942 року союзні війська висадилися у Французькій Північній Африці під час операції «Смолоскип». Бої між союзними силами та французькими силами Віші завершилися 11 листопада 1942 року.
Після припинення бойових дій між союзними та французькими силами у Французькій Північній Африці, французькі сили в Африці приєдналися до сил Вільної Франції. Разом з «Ла Вестале» човен увійшов до складу Вільних французьких військово-морських сил.
У березні 1943 року «Султан» здійснював патрулювання в Середземному морі. До 1 квітня 1943 року він був одним з восьми французьких підводних човнів, що базувалися на базі підводних човнів в Орані в Алжирі. Протягом квітня 1943 року «Султан», «Аретуз», «Антіоп» і «Перле» брали участь у патрулюванні біля узбережжя Південної Франції між Каннами та Марселем.
З січня по березень 1944 року «Султан» і «Орфі» патрулювали біля Тулона і Сен-Рафаеля. У квітні та травні 1944 року «Султан» продовжував діяти біля узбережжя Південної Франції, роблячи зупинки в Ла-Маддалена, на Сардинії, по дорозі до районів патрулювання та назад. 28 квітня 1944 року він висадив чотирьох агентів і забрав одного в Барселоні.